# Batriasymmodes monstrosus
Batriasymmodes monstrosus är en skalbaggsart som först beskrevs av Leconte 1849.  Batriasymmodes monstrosus ingår i släktet Batriasymmodes och familjen kortvingar. Inga underarter finns listade i Catalogue of Life.